# الدوري البلغاري الممتاز 1953
الدوري البلغاري الممتاز 1953 (بالبلغارية: „А“ група 1953)‏ هو الموسم 29 من الدوري البلغاري الممتاز. أقيم خلال الفترة 14 مارس 1953 وحتى 17 أكتوبر 1953، وأشرف على تنظيمه اتحاد بلغاريا لكرة القدم، وكان عدد الأندية المشاركة فيه 16، وفاز فيه ليفسكي صوفيا.